# Durchgangsakkord
Als Durchgangsakkord werden in der Harmonielehre Klänge bezeichnet, die isoliert betrachtet als Dreiklänge oder Septakkorde (bzw. Umkehrungen davon) erscheinen, im Zusammenhang aber als Ergebnis einer Diminution mittels Durchgangsnoten verstanden werden können.
Der Begriff verweist auf eine Hierarchie zwischen Klängen: Ein Durchgangsakkord ist den umliegenden Akkorden strukturell untergeordnet. Außerdem dient der Begriff dazu, scheinbare Absonderlichkeiten in der Dissonanzbehandlung oder in den Grundtonfortschreitungen zu erklären, die sich aufdrängen, wenn ein solcher Klang als selbständiger Dreiklang oder Septakkord gedeutet wird.
Demnach ist im Beispiel a) der zweite Klang kein Septakkord mit Grundton d und einer Septime c, welche sich ausnahmsweise nicht schrittweise abwärts auflöst. Sondern der Basston d ist hier eine Durchgangsnote, auf die die Mittelstimmen reagieren (d ebenfalls als Durchgangsnote, f als Wechselnote). Im Beispiel b) sind alle Noten des zweiten und dritten Zusammenklangs Durchgangsnoten. Somit handelt es sich nicht um eine Akkordfortschreitung mit der Grundtonfolge C–H (bzw. G)–A–G (Stufenfolge I–VII–VI–V), sondern lediglich um eine Fortschreitung C–G (I–V). Im Beispiel c) ist der Sextakkord ein Durchgangsakkord innerhalb eines Akkords mit Grundton G. Ein Grundtonwechsel G–F–G findet hier deshalb nicht statt.
Deutungen in diesem Sinne werden schon im frühen 18. Jahrhundert vorgenommen, etwa von Johann David Heinichen. Ausführlicher geht Johann Philipp Kirnberger 1773 auf das Thema „durchgehende Accorde“ ein. Rudolf Louis und Ludwig Thuille bezeichnen durchgehende Sext- und Quartsextakkorde als Auffassungsdissonanzen. Das folgende Beispiel enthält aus ihrer Sicht eine Folge „durchgehender Accorde“ über einem „ideellen Orgelpunct“ G. Dieser Ton müsse daher als Grundton aller Zusammenklänge des Ausschnitts gelten:
Eine solche Sichtweise liegt auch Heinrich Schenkers spezifischem Konzept der „Stufe“ als „höhere[r] abstrakte[r] Einheit“ zugrunde, unter der gegebenenfalls mehrere Harmonien subsumiert werden, die „selbständigen Drei- oder Vierklängen ähnlich sehen“. So findet z. B. im Prélude op. 28 Nr. 4 von Frédéric Chopin nach Schenker der erste Stufenwechsel erst nach T. 4 statt. Alle „Einzelerscheinungen innerhalb dieser breiten Stufen, so vielfach deutbar sie – absolut an sich betrachtet – auch sein mögen“, stellten daher „nur durchgehende Klänge, nicht aber Stufen“ vor: